# اقاقیای شاد
اقاقیای شاد (انگلیسی: Senegalia laeta) گونه‌ای از حبوبات از تیرهٔ باقلاییان است که پیش‌تر در سردهٔ Acacia جای می‌گرفت.
نام گونه‌ای laeta صورت مؤنث واژهٔ لاتین laetus است که در لاتین به‌معنای «شاد، خوشحال، مسرور» است. اقاقیای شاد دارای برگ‌های ظریف و پرپشت و گل‌های زردرنگ زیبایی است که ممکن است به دلیل ظاهر دل‌انگیزش این نام را گرفته باشد.

## توصیف
اقاقیای شاد درختچه‌ای چندساله یا درختی کوچک است که بین ۴ تا ۱۰ متر ارتفاع دارد. پوست آن خاکستری-سبز بوده و از دور سیاه‌رنگ به‌نظر می‌رسد، در حالی که از داخل شکاف آن رنگ صورتی دیده می‌شود. برگ‌ها دوبار شانه‌ای هستند؛ یعنی برگ‌های شانه‌ای آن نیز به‌صورت شانه‌ای تقسیم شده‌اند. برگچه‌ها بین ۱ تا ۴ سانتی‌متر طول دارند و هر برگ شامل ۲ تا ۵ جفت پینه و در هر پینه نیز ۲ تا ۵ جفت برگچه دیده می‌شود. برگچه‌ها کشیده، نامتقارن، به اندازهٔ ۶ تا ۱٫۲ در ۰٫۳ تا ۰٫۵ سانتی‌متر، با رنگ سبز خاکستری و تقریباً بدون کرک‌اند.
این برگ‌ها از جمله ویژگی‌هایی هستند که اقاقیای شاد را از گونه‌های خویشاوند همجا مانند Senegalia dudgeoni، سنگالیا سنگال، Senegalia gourmaensis و سنگالیا ملیفرا متمایز می‌کند. خارها جفت‌جفت و خمیده در محل زیر برگ قرار دارند؛ گاهی خار سومی نیز که به جلو برگشته دیده می‌شود، اما اگر این خار سوم وجود نداشته باشد، معمولاً یک برگ جای آن را می‌گیرد. گل‌ها سفید مایل به کرم، بسیار معطر، و به‌صورت سه‌تایی روی دمگل رشد می‌کنند، درحالی‌که چند دمگل روی یک سنبله قرار دارند. نیام‌ها چرمی و قهوه‌ای روشن و نوک‌تیزند؛ در حالی که نیام‌های Senegalia senegal این‌گونه نیستند و همین ویژگی، راه آسانی برای تشخیص اقاقیای شاد از آن گونه است.

## پراکندگی
اقاقیای شاد بومی آفریقاست، از جمله صحرای بزرگ آفریقا تا جنوب تانزانیا، و همچنین خاورمیانه و غرب آسیا.

## کاربردها
بخش‌هایی از این درخت برای رزانه مورد استفاده قرار می‌گیرد. این درخت برای غذای علوفه‌ای مفید است؛ برگ‌ها و نیام‌ها خوراک خوبی برای دام (جانور) هستند و درخت به‌خوبی در برابر چرا مقاومت می‌کند.
از آن صمغ خوراکی به‌دست می‌آید که برای تولید صمغ عربی استفاده می‌شود، اگرچه کیفیت آن به اندازهٔ صمغ عربی استخراج‌شده از Senegalia senegal نیست. برداشت صمغ در پایان فصل بارانی انجام می‌شود، زمانی‌که صمغ از تنه و شاخه‌ها بیرون می‌زند و از طریق تراشیدن جمع‌آوری می‌شود؛ گاهی پوست درخت را برای افزایش تولید می‌برند.
از دیگر کاربردهای اقاقیای شاد می‌توان به چوب سوخت، زغال، خوراک دام، حصار خشک برای boma، تیرهای چوبی، پایه‌های حصار اشاره کرد. پوست تنهٔ درخت برای ساختن طناب و ترمیم کدوهای خشک‌شده استفاده می‌شود و در پزشکی، خاصیت ضد درد دارد. همچنین برای نرم کردن پوست‌ها پیش از دباغی نیز کاربرد دارد. این درخت نسبت به خشکسالی مقاوم است و در طرح‌های جنگل‌کاری مجدد با موفقیت کاشته شده است.

## رده‌بندی
این گیاه که پیش‌تر در سردهٔ آکاسیا طبقه‌بندی می‌شد، اکنون به همراه بسیاری از گونه‌های آفریقایی این جنس، به سردهٔ سنگالیا منتقل شده است.